# Sainte-Radegonde (Gers)
Sainte-Radegonde – miejscowość i gmina we Francji, w regionie Oksytania, w departamencie Gers.
Według danych na rok 1990 gminę zamieszkiwało 155 osób, a gęstość zaludnienia wynosiła 16 osób/km² (wśród 3020 gmin regionu Midi-Pireneje Sainte-Radegonde plasuje się na 908. miejscu pod względem liczby ludności, natomiast pod względem powierzchni na miejscu 1113.).